# 楠精一郎
楠 精一郎（くすのき せいいちろう、1952年4月3日 - 2006年10月25日）は、大学教授（専攻は日本政治史）で文筆家。父楠正俊（1921 - 2007）は、自由民主党参議院議員だった。

## 来歴
東京都生まれ。慶應義塾大学大学院法学研究科博士課程終了。法学博士。
高崎経済大学教授を経て、東洋英和女学院大学教授（国際社会学部・国際社会学科）を務めた。
2006年、膵臓がんのため逝去。

## 著作
- 明治立憲制と司法官
1989.5、慶応通信（現: 慶應義塾大学出版会） ISBN 978-4766404197
- 児島惟謙 – 大津事件と明治ナショナリズム
1997.4、中央公論社（中公新書 1358） ISBN 978-4121013583
- 列伝・日本近代史 - 伊達宗城から岸信介まで
2000.5、朝日新聞社（朝日選書 652） ISBN 978-4022597526
- 昭和の代議士
2005.1、文藝春秋（文春新書 423） ISBN 978-4166604234／2022.10、吉川弘文館「読みなおす日本史」
- 大政翼賛会に抗した40人 - 自民党源流の代議士たち
2006.7、朝日新聞出版（朝日選書 801） ISBN 978-4022599018